# Inflação

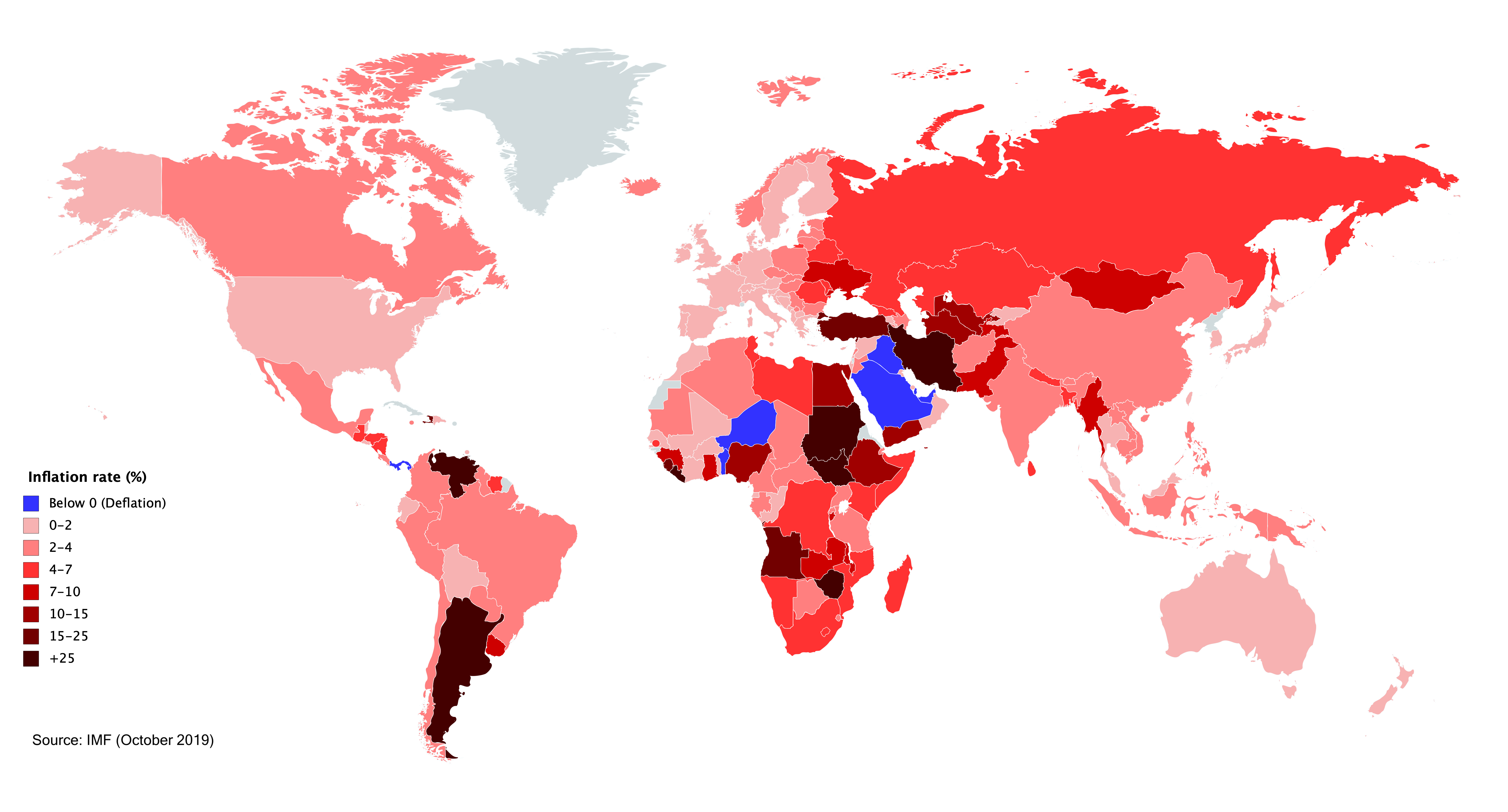
Mapa dos países segundo a variação nos Índices de Inflação em 2019

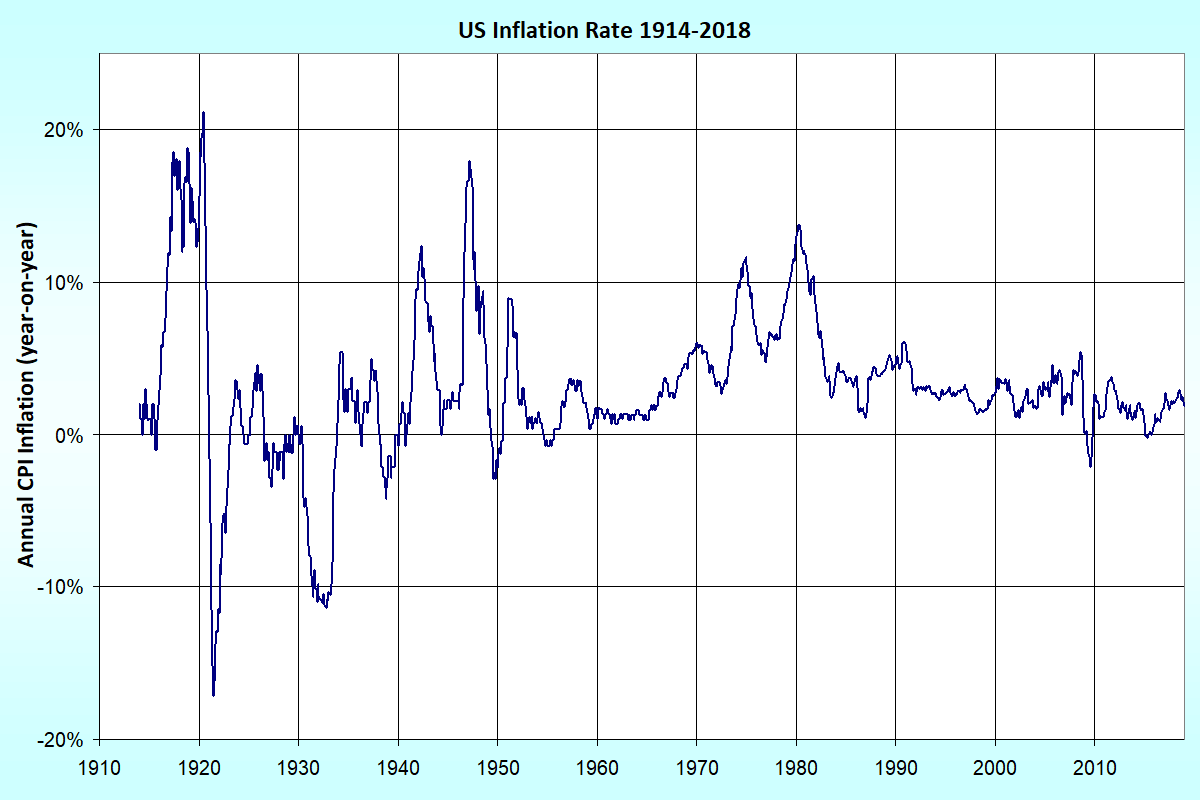
Inflação de preços (IPC ano a ano) nos Estados Unidos de 1914 a 2018.

Em economia, a inflação é um aumento geral nos preços de bens e serviços em uma economia. Quando o nível geral de preços aumenta, cada unidade de moeda compra menos bens e serviços; consequentemente, a inflação corresponde a uma redução do poder de compra do dinheiro. O oposto da inflação é a deflação, uma diminuição sustentada do nível geral de preços de bens e serviços. A medida comum de inflação é a taxa de inflação, a variação percentual anualizada de um índice de preços geral. Como os preços não aumentam todos na mesma proporção, o índice de preços ao consumidor (IPC) é frequentemente usado para esse fim.
Os economistas acreditam que a inflação muito alta e a hiperinflação – que têm efeitos severamente perturbadores na economia real – são causadas pelo crescimento excessivo persistente da oferta monetária. As opiniões sobre taxas de inflação baixas a moderadas são mais variadas. A inflação baixa ou moderada pode ser atribuída a flutuações na demanda real por bens e serviços ou mudanças na oferta disponível, como durante períodos de escassez.
Índices moderados afetam as economias de maneira positiva e negativa. Os efeitos negativos incluem um aumento no custo de oportunidade de reter moeda, incerteza sobre a inflação futura que pode desencorajar o investimento e a poupança e, se a inflação for rápida o suficiente, há escassez de bens, à medida que os consumidores começam a acumular com a preocupação de que os preços aumentem no futuro. Os efeitos positivos incluem a redução do desemprego devido à rigidez nominal dos salários, o que permite aos bancos centrais maior liberdade na condução da política monetária, incentivando empréstimos e investimentos em vez de entesouramento de dinheiro e evitando as ineficiências associadas à deflação.
Atualmente, a maioria dos economistas é a favor de uma taxa de inflação baixa e constante. A inflação baixa (em oposição a zero ou negativa) reduz a gravidade das recessões econômicas, permitindo que o mercado de trabalho se ajuste mais rapidamente em uma crise, e reduz o risco de que uma armadilha de liquidez impeça a política monetária de estabilizar a economia. A tarefa de manter a taxa de inflação baixa e estável geralmente é dada às autoridades monetárias, que são os bancos centrais que controlam a política monetária através da fixação das taxas de juros, realizando operações de mercado aberto e (mais raramente) alterando os depósitos compulsórios dos bancos comerciais.

## Definição
O termo inflação surgiu nos Estados Unidos em meados do século XIX, "não em referência a algo que acontece com os preços, mas como algo que acontece com um papel-moeda".

### Conceitos relacionados
Outros conceitos econômicos relacionados à inflação incluem: deflação – queda no nível geral de preços; desinflação – diminuição da taxa de inflação; hiperinflação – uma espiral inflacionária fora de controle; estagflação – uma combinação de inflação, crescimento econômico lento e alto desemprego; reflação – tentativa de elevar o nível geral de preços para neutralizar as pressões deflacionárias; e inflação dos preços dos ativos – aumento generalizado dos preços dos ativos financeiros sem o correspondente aumento dos preços dos bens ou serviços; agflação – aumento avançado do preço dos alimentos e das culturas agrícolas industriais em relação ao aumento geral dos preços.[carece de fontes?]
Formas mais específicas de inflação referem-se a setores cujos preços variam de forma semi-independente da tendência geral. A “inflação dos preços da habitação” aplica-se a alterações no índice de preços da habitação, enquanto a “inflação da energia” é dominada pelos custos do petróleo e do gás.

### Economia clássica
No século XIX, os economistas categorizaram três fatores separados que causam um aumento ou queda no preço dos bens: uma mudança no valor ou nos custos de produção do bem, uma mudança no preço do dinheiro que então era geralmente uma flutuação no preço do conteúdo metálico na moeda e a depreciação da moeda resultante de um aumento da oferta de moeda em relação à quantidade de metal resgatável que lastreia a moeda. Após a proliferação da moeda de notas privadas impressas durante a Guerra Civil Americana, o termo "inflação" começou a aparecer como uma referência direta à depreciação da moeda que ocorria à medida que a quantidade de notas resgatáveis superava a quantidade de metal disponível para seu resgate. Naquela época, o termo inflação referia-se à desvalorização da moeda e não ao aumento do preço dos bens. Essa relação entre o excesso de oferta de notas e uma depreciação resultante em seu valor foi notada por economistas clássicos anteriores, como David Hume e David Ricardo, que continuariam examinando e debatendo o efeito que uma desvalorização da moeda (mais tarde denominada inflação monetária) tem sobre o preço dos bens (mais tarde denominado inflação de preços e, eventualmente, apenas inflação).

## História
Aumentos rápidos na quantidade de dinheiro ou no dinheiro circulante geral ocorreram em muitas sociedades diferentes ao longo da história, mudando com as diferentes formas de dinheiro usadas.

### China Antiga
A China da Dinastia Song introduziu a prática de imprimir papel-moeda para criar moeda fiduciária. Durante a dinastia Yuan mongol, o governo gastou muito dinheiro lutando em guerras custosas e reagiu imprimindo mais dinheiro, levando à inflação. Temendo a inflação que assolava a dinastia Yuan, a Dinastia Ming inicialmente rejeitou o uso de papel-moeda e voltou a usar moedas de cobre.

### Da Idade Média até o Iluminismo
A Europa com o período da Alta Idade Média, viveu um extenso tempo desde o século XIII até 1290 com uma certa estabilidade de preços, pois na época a Europa Ocidental era rica em minérios e a agricultura apresentava as condições certas para uma produção suficiente para alimentação da região, observando que apesar da produção da época ser considerada elevada, a distribuição para a população camponesa e artesã era desigual para os membros da Igreja e além disso, as alterações climáticas prejudicavam ou ajudavam na produção agrícola.[carece de fontes?]
Porém, durante o mandato de Eduardo II entre 1309 e 1329, houve a elevação inflacionária entre 6% e 7% ao mês até 1329, quando Eduardo II morreu, descendendo Eduardo III, em que iniciou a Guerra dos Cem Anos (1336-1450). Entre 1336 até 1350, a inflação anual era de 96% a 104%, até a epidemia de Peste bubônica quando a inflação disparou para 300% ao ano, pela escassez alimentar e de mão-de-obra.[carece de fontes?]

Durante o haje do rei do Mali Mansa Muça a Meca em 1324, ele teria sido acompanhado por uma caravana de camelos que incluía 60000 carregadores, além de escravos carregando bastões de ouro, levando para presentes e compras uma carga de 80 fardos de ouro pesando 122 onças cada (3,8 kg; no total, ≅ 308 quilos). Quando ele passou pelo Cairo, gastou ou deu tanto ouro que baixou seu preço no Egito causando inflação. Um historiador árabe contemporâneo comentou sobre a visita de Mansa Muça:
"O ouro estava em um preço alto no Egito até chegar naquele ano. O metical não desceu abaixo de 25 dirrãs e estava geralmente acima, mas a partir dessa época seu valor caiu e barateou em preço e tem permanecido barato até agora. O metical não excede 22 dirrãs ou menos. Este tem sido o estado de coisas por cerca de doze anos até hoje, devido à grande quantidade de ouro que eles trouxeram para o Egito e lá gastaram"
—Xiabe Alumari
Ibne Catir, Almacrizi e Ibne Hajar também atestaram queda na taxa de câmbio de ouro para prata atribuindo-a à passagem de Muça. O historiador Warren Schultz afirma que o episódio, entretanto, teria sido apenas "uma das muitas flutuações de curto-termo" registradas ao longo do século XIV no Egito Mameluco.
A Revolução Americana levantou a questão de se combater a emissão de papel-moeda para favorecer o pagamento de dívidas, seja elas privadas ou estatais. A constituição norte-americana já demarcava desde seu início como responsabilidade do governo o combate a falsificação da moeda, a fim de regular o seu valor.

### República de Weimar
Entre janeiro de 1919 e novembro de 1923 o índice inflacionário alemão variou em um trilhão por cento (1 000 000 000 000%). Chegou-se ao ponto de queimar dinheiro em lareiras para aquecer-se contra os rigorosos invernos. Tudo isso deve-se ao Tratado de Versalhes imposto pelos países vencedores da I Guerra Mundial, que acabou com sua infraestrutura e aniquilou sua economia, sem contar com a destruição causada pela guerra e da impressão de papel moeda pelo banco central. No início do século XX, já havia economistas de várias vertentes que denunciavam políticas inflacionárias como uma forma de confisco por parte do governo.

### Brasil

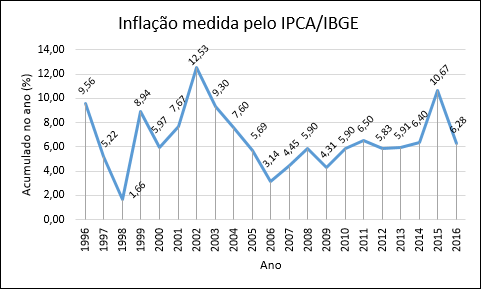
Taxa de inflação anual (IPCA/IBGE). de 1996 até 2016. O aumento verificado nos últimos anos deveu-se à crise econômica brasileira de 2014

Os índices de inflação no Brasil são medidos de diversas maneiras. Duas formas de medir a inflação ao consumidor são o INPC, aplicado à famílias de baixa renda (aquelas que tenham renda de um a seis salários mínimos) e o IPCA, aplicado à famílias que recebem um montante de até quarenta salários mínimos. Até 1994 a economia brasileira sofreu com inflação alta, entrando num processo de hiperinflação na década de 80 (Hiperinflação no Brasil). Esse processo só foi interrompido em 1994, com a criação do Plano Real e a mudança da moeda para o real (R$), atual moeda do país. Atualmente a inflação é controlada pelo Banco Central através da política monetária que segue o regime de metas de inflação.
A moeda nacional do Brasil mudou de nome várias vezes, principalmente nos períodos de altos índices de inflação. Na maioria das renomeações monetárias, foram cortados três dígitos de zero, estratégia esta que impediu que um quilo de carne custasse cerca de quatro milhões de unidades da moeda vigente, por exemplo. Desde 1999, o Brasil está sob o regime de metas de inflação, para orientar sua política monetária. Desta forma, a oferta de moeda pelo Banco Central segue uma estratégia para atingir uma banda de inflação determinada pelo Conselho Monetário Nacional.

## Medição

Desenvolvimento de preços (diversos produtos e serviços) na Alemanha de 1991.

Uma vez que existem muitas medidas possíveis do nível de preços, existem muitas medidas possíveis de inflação de preços. Mais frequentemente, o termo "inflação" refere-se a um aumento em um índice amplo de preços que representa o nível geral de preços de bens e serviços na economia. O Índice de Preços ao Consumidor (IPC) e o deflator implícito são alguns exemplos de índices de preços amplos. No entanto, "inflação" também pode ser usada para descrever um nível crescente de preços dentro de um conjunto mais restrito de ativos, bens ou serviços dentro da economia, como commodities (incluindo alimentos, combustíveis, metais), ativos tangíveis (como imóveis), ativos financeiros (como ações, títulos), serviços (como entretenimento e assistência médica) ou trabalho. Embora os valores dos bens de capital sejam frequentemente ditos como "inflacionados", isso não deve ser confundido com a inflação como um termo definido; uma descrição mais precisa para um aumento no valor de um ativo de capital é valorização. O Índice de Preços ao Produtor e o Índice de Custos de Emprego são exemplos de índices de preços usados para medir a inflação de preços em setores específicos da economia. O núcleo da inflação é uma medida de inflação para um subconjunto de preços ao consumidor que exclui os preços de alimentos e energia, que sobem e caem mais do que outros preços no curto prazo. O Federal Reserve dos Estados Unidos presta especial atenção à taxa básica de inflação para obter uma melhor estimativa das tendências de inflação futuras de longo prazo em geral.

## Causas
Historicamente, grande parte da literatura econômica se preocupava com a questão do que causa a inflação e qual o efeito dela. Havia diferentes escolas de pensamento quanto às causas da inflação. A maioria pode ser dividida em duas grandes áreas: teorias qualitativas da inflação e teorias quantitativas da inflação. Atualmente, a teoria quantitativa da moeda é amplamente aceita como um modelo preciso de inflação no longo prazo. Consequentemente, há agora um amplo consenso entre os economistas de que, no longo prazo, a taxa de inflação depende essencialmente da taxa de crescimento da oferta de moeda em relação ao crescimento da economia. No entanto, a curto e médio prazo a inflação pode ser afetada por pressões de oferta e demanda na economia e influenciada pela relativa elasticidade dos salários, preços e taxas de juros.

### Visão monetarista
Os monetaristas acreditam que o fator mais significativo que influencia a inflação ou a deflação é a rapidez com que a oferta monetária cresce ou diminui. Eles consideram a política fiscal, ou gastos governamentais e impostos, como ineficazes no controle da inflação. O economista monetarista Milton Friedman declarou: "A inflação é sempre e em toda parte um fenômeno monetário."
Os monetaristas assumem que a velocidade do dinheiro não é afetada pela política monetária (pelo menos no longo prazo) e o valor real do produto é determinado no longo prazo pela capacidade produtiva da economia. Sob essas premissas, o principal fator da mudança no nível geral de preços são as mudanças na quantidade de moeda. Com velocidade exógena (isto é, velocidade determinada externamente e não influenciada pela política monetária), a oferta de moeda determina o valor do produto nominal (que equivale ao gasto final) no curto prazo. Na prática, a velocidade não é exógena no curto prazo e, portanto, a fórmula não implica necessariamente uma relação estável de curto prazo entre a oferta de moeda e o produto nominal. No entanto, a longo prazo, assume-se que as mudanças na velocidade são determinadas pela evolução do mecanismo de pagamentos. Se a velocidade não é relativamente afetada pela política monetária, a taxa de longo prazo de aumento dos preços (taxa de inflação) é igual à taxa de crescimento de longo prazo da oferta monetária mais a taxa exógena de crescimento da velocidade de longo prazo menos a taxa de crescimento de longo prazo taxa de crescimento do produto real.

### Visão keynesiana
A economia keynesiana propõe que mudanças na oferta de moeda não afetam diretamente os preços no curto prazo e que a inflação visível é o resultado de pressões de demanda na economia que se expressam em preços. Existem três fontes principais de inflação, como parte do que Robert J. Gordon chama de "modelo triangular":
- A inflação de demanda é causada por aumentos na demanda agregada devido ao aumento dos gastos privados e governamentais, etc. A inflação de demanda incentiva o crescimento econômico, uma vez que o excesso de demanda e as condições de mercado favoráveis estimularão o investimento e a expansão.,[40][41]
- A inflação de custos, também chamada de "inflação de choque de oferta", é causada por uma queda na oferta agregada (produto potencial). Isso pode ser devido a desastres naturais ou aumento dos preços dos insumos. Por exemplo, uma diminuição repentina na oferta de petróleo, levando ao aumento dos preços do petróleo, pode causar inflação de custos. Os produtores para os quais o petróleo faz parte de seus custos poderiam repassar isso aos consumidores na forma de aumento de preços. Outro exemplo decorre de perdas seguradas inesperadamente altas, legítimas (catástrofes) ou fraudulentas (que podem ser particularmente prevalentes em tempos de recessão). A inflação alta pode levar os funcionários a exigir aumentos salariais rápidos, para acompanhar os preços ao consumidor. Na teoria do aumento de custos da inflação, o aumento dos salários, por sua vez, pode ajudar a alimentar a inflação. No caso da negociação coletiva, o crescimento dos salários será definido em função das expectativas inflacionárias, que serão maiores quando a inflação estiver alta. Isso pode causar uma espiral salarial.[42]
- A inflação embutida é induzida por expectativas adaptativas e muitas vezes está ligada à "espiral preço/salário". Envolve trabalhadores tentando manter seus salários com preços (acima da taxa de inflação) e as empresas repassando esses custos trabalhistas mais altos para seus clientes como preços mais altos, levando a um ciclo de aumento de preços. A inflação embutida reflete eventos no passado e, portanto, pode ser chamada como "inflação de ressaca".[carece de fontes?]

## Efeitos

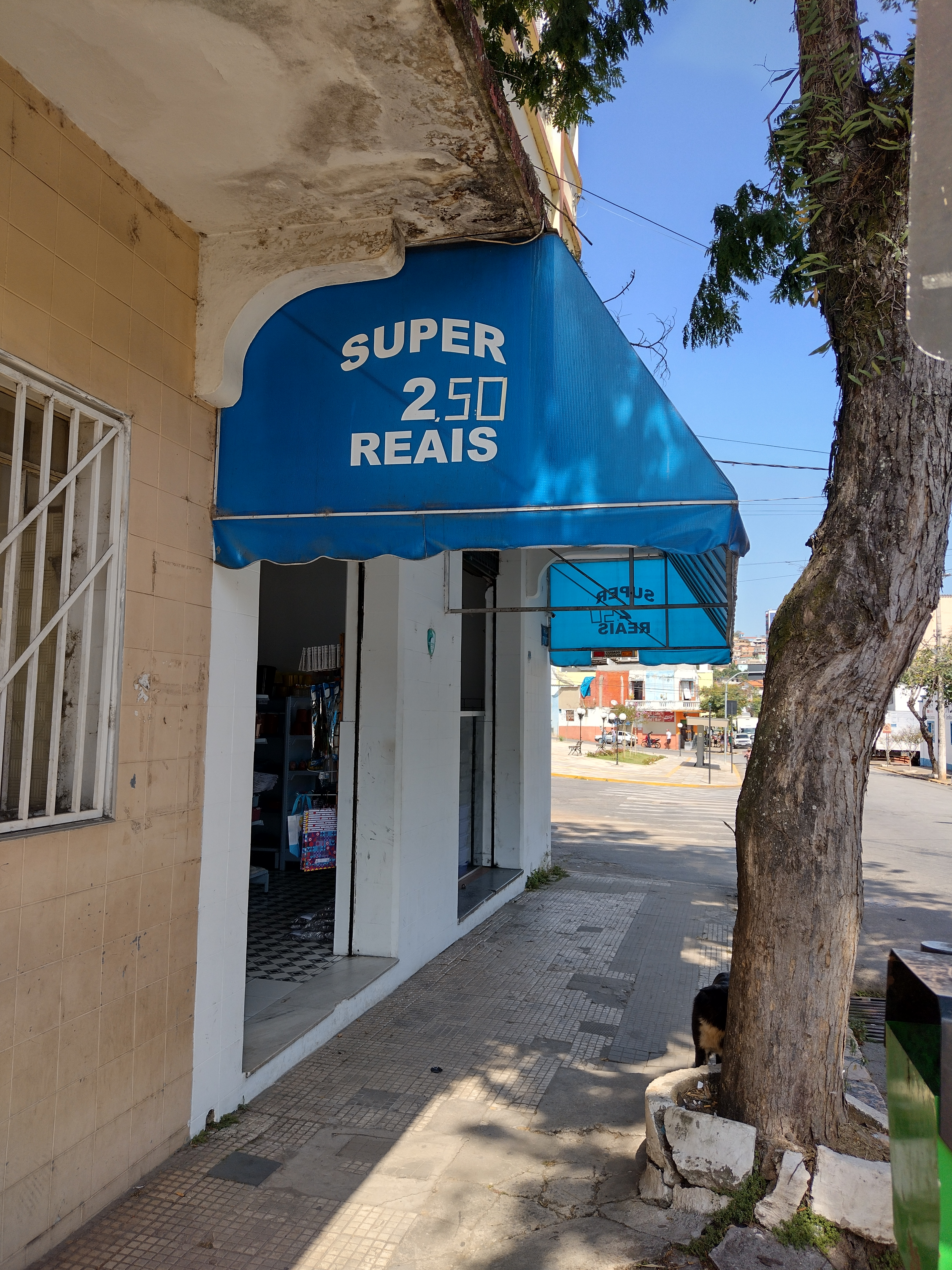
Loja sobe preço de 2 para 2,50 reais

### Negativos
Taxas de inflação altas ou imprevisíveis são consideradas prejudiciais à economia em geral. Eles adicionam ineficiências no mercado e dificultam o orçamento ou o planejamento de longo prazo das empresas. A inflação pode atrapalhar a produtividade, pois as empresas são forçadas a desviar recursos de produtos e serviços para se concentrar nos lucros e perdas da inflação monetária. A incerteza sobre o futuro poder de compra do dinheiro desencoraja o investimento e a poupança. A inflação também pode impor aumentos de impostos ocultos. Por exemplo, os ganhos inflacionados empurram os contribuintes para taxas de imposto de renda mais altas, a menos que as faixas de imposto sejam indexadas à inflação. Com a inflação alta, o poder de compra é redistribuído daqueles com renda nominal fixa, como alguns aposentados cujas pensões não são indexadas ao nível de preços, para aqueles com renda variável cujos rendimentos podem acompanhar melhor a inflação.
Se a inflação ficar muito alta, pode fazer com que as pessoas reduzam severamente o uso da moeda, levando a uma aceleração da taxa de inflação. A inflação alta e acelerada interfere grosseiramente no funcionamento normal da economia, prejudicando sua capacidade de fornecer bens. A hiperinflação pode levar ao abandono do uso da moeda do país (por exemplo, como na Coreia do Norte), levando à adoção de uma moeda externa (dolarização).

### Positivos
Os salários nominais são lentos para se ajustarem para baixo, o que pode levar a um desequilíbrio prolongado e alto desemprego no mercado de trabalho. Como a inflação permite que os salários reais caiam mesmo que os salários nominais sejam mantidos constantes, a inflação moderada permite que os mercados de trabalho atinjam o equilíbrio mais rapidamente.
Robert Mundell, ganhador do Prêmio Nobel, observou que a inflação moderada induziria os poupadores a substituir empréstimos por algum dinheiro retido como meio de financiar gastos futuros. Essa substituição faria com que as taxas de juros reais de compensação de mercado caíssem. A taxa de juros real mais baixa induziria mais empréstimos para financiar o investimento. Na mesma linha, James Tobin, outro ganhdador do Nobel, observou que tal inflação faria com que as empresas substituíssem o investimento em capital físico (fábricas, equipamentos e estoques) por saldos monetários em suas carteiras de ativos. Essa substituição significaria optar pela realização de investimentos com menores taxas de retorno real. (As taxas de retorno são mais baixas porque os investimentos com taxas de retorno mais altas já estavam sendo feitos antes.)

## Controle

### Política monetária
A política monetária é a política decretada pelas autoridades monetárias (mais frequentemente o banco central de uma nação) para controlar a taxa básica de juros – ou equivalentemente a oferta de moeda – de modo a controlar a inflação e garantir a estabilidade dos preços. No século XXI, a maioria dos economistas é a favor de uma taxa de inflação baixa e constante. Na maioria dos países, os bancos centrais ou outras autoridades monetárias têm a tarefa de manter as taxas de juros e os preços estáveis e a inflação próxima das metas, que podem ser divulgadas publicamente ou não. Na maioria dos países da OCDE, por exemplo, a meta de inflação é geralmente de 2% a 3%. Os bancos centrais visam uma taxa de inflação baixa porque acreditam que a inflação alta é economicamente onerosa porque criaria incerteza sobre as diferenças nos preços relativos e sobre a própria taxa de inflação. Uma taxa de inflação positiva baixa é visada em vez de uma taxa de inflação zero ou negativa, porque esta última pode causar ou piorar recessões; a inflação baixa (em oposição a zero ou negativa) reduz a gravidade das recessões econômicas, permitindo que o mercado de trabalho se ajuste mais rapidamente em uma recessão e reduz o risco de que uma armadilha de liquidez impeça a política monetária de estabilizar a economia.